# Гасымзаде, Эльбай Энвер оглы
Эльбай Энвер оглы Гасымзаде — азербайджанский архитектор, председатель Азербайджанского Союза Архитекторов (с 2012 года), главный архитектор города Баку (1989—2001), заслуженный архитектор Азербайджанской ССР (1990). заслуженный художник Республики Дагестан (2016). Лауреат ордена «Славы» (2000), ордена «Чести» (2018) и ордена «Труда» II степени (2023).

## Биография
Эльбай Гасымзаде родился 26 декабря 1948 года в городе Баку. Он является сыном известного архитектора Энвера Гасымзаде. В 1971 году он окончил архитектурный факультет Азербайджанского политехнического института.
С 1971 по 1975 год он занимался проблемами ландшафтной архитектуры, гармонизацией природного ландшафта и сооружений, построенных в различных районах Баку. В 1976 году он продолжил обучение в аспирантуре Института архитектуры и искусства Азербайджанской академии наук, где занимался вопросами градостроительства.
С 1975 по 1989 год он работал в Институте проектирования строительства сельских районов, являясь автором генеральных планов нескольких малых населенных пунктов. В этот период он также активно занимался вопросами международной программы «Соломенная архитектура» и является автором ряда проектов в этой области.
С 1989 по 2001 год он занимал должности главного архитектора города Баку и начальника Главного управления архитектуры и градостроительства Исполнительной власти города Баку.
В настоящее время Эльбай Гасымзаде является профессором архитектурного факультета Азербайджанского университета архитектуры и строительства и автором проекта станции метро «Азадлыг».
В 1998 году он основал архитектурную компанию «El&En» и по сей день является её руководителем.
Он является автором более 150 проектов, более 80 статей и 8 книг.
Эльбай Гасымзаде является действительным членом и вице-президентом Международной академии архитектуры Восточных стран, профессором Международной академии архитектуры (ЮНЕСКО) и Международного союза архитекторов (UIA). Он неоднократно принимал участие в международных конкурсах «Лучший проект года», проводимых Ассоциацией архитекторов стран СНГ, и был награждён 34 дипломами. Также он был избран первым председателем Совета главных архитекторов столиц стран СНГ. Он принимал участие в Всемирных конгрессах, проходивших в Чикаго, Барселоне, Лозанне, Пекине, Турине и Токио.

## Проекты
Эльбай Гасымзаде автор более 170 проектов.
- Памятник на могиле академика Зарифы Алиевой на Аллее почётного захоронения (скульптор О.Эльдаров)
- Мавзолей «Вечный огонь» на Аллеи Шехидов (совместно с А. Абдуллаевым и Н. Велиeв)
- Станция метро «Азадлыг»
- Памятник маэстро Ниязи в Баку

## Награды и премии
- Звание «Заслуженный архитектор Азербайджанской ССР» (22 августа 1990 года).
- Орден «Слава» (19 апреля 2000 года) — за заслуги в развитии азербайджанской архитектуры[5].
- Заслуженный художник Республики Дагестан (10 мая 2016 года) — за заслуги в области искусства и многолетнюю творческую деятельность[6]
- Орден «Честь» (25 декабря 2018 года) — за большие заслуги в развитии азербайджанского архитектурного искусства[7].
- Юбилейная медаль «100-летие Азербайджанской Народной Республики (1918—2018)» (27 мая 2019 года).
- Юбилейная медаль «100-летие дипломатической службы Азербайджанской Республики (1919—2019)» (9 июля 2019 года).
- Национальная премия «Humay» (3 раза).
- Национальная премия «Uğur» (2 раза).
- Орден «Труд» II степени (25 декабря 2023 года) — за многолетнюю плодотворную деятельность в развитии архитектурного искусства Азербайджана[8][9].
- Юбилейная медаль «100-летие Гейдара Алиева (1923—2023)» (2024 год)[10]».